# Francesco Franzoni
Francesco Franzoni (San Bonifacio, 1º dicembre 1904 – Torino, 28 aprile 2002) è stato un calciatore italiano, di ruolo ala sinistra.

## Carriera
Ha iniziato a giocare al Verona, poi per sette stagioni ha vestito la casacca del Torino.
Durante gli ultimi anni della carriera ha militato nella Comense e nella Cremonese.

## Palmarès
- Campionato italiano: 1 (revocato)

Torino: 1926-1927
- Campionato italiano: 1

Torino: 1927-1928